# Pachperwa
Pachperwa é uma cidade e uma nagar panchayat no distrito de Balrampur, no estado indiano de Uttar Pradesh.

## Geografia
Pachperwa está localizada a 27° 31′ N, 82° 39′ L. Tem uma altitude média de 98 metros (321 pés).

## Demografia
Segundo o censo de 2001, Pachperwa tinha uma população de 14,329 habitantes. Os indivíduos do sexo masculino constituem 52% da população e os do sexo feminino 48%. Pachperwa tem uma taxa de literacia de 43%, inferior à média nacional de 59.5%: a literacia no sexo masculino é de 50% e no sexo feminino é de 34%. Em Pachperwa, 20% da população está abaixo dos 6 anos de idade.